# Clarence Brown
Clarence Leon Brown (Clinton, 10 mei 1890 – Santa Monica, 17 augustus 1987) was een Amerikaans filmregisseur.

## Levensloop
Brown begon zijn loopbaan als autoverkoper, maar hij hield daar in 1913 mee op voor een carrière in de filmindustrie. Na zijn diensttijd in de Eerste Wereldoorlog brak hij in 1920 door als regisseur bij de filmmaatschappij Metro-Goldwyn-Mayer. Door de jaren heen werkte hij met vooraanstaande actrices als Joan Crawford en Greta Garbo. Hij werd in de loop van zijn carrière zes keer genomineerd voor een Oscar, maar hij won de trofee nooit. Hij was ook vijf maal getrouwd. Zijn vierde vrouw was de actrice Alice Joyce. In 1952 draaide hij met Plymouth Adventure zijn laatste film.
Brown stierf op 97-jarige leeftijd aan een nierfalen in Santa Monica.

## Filmografie
- 1920: The Great Redeemer
- 1920: The Last of the Mohicans
- 1921: The Foolish Matrons
- 1923: Don't Marry for Money
- 1923: The Acquittal
- 1924: The Signal Tower
- 1924: Butterfly
- 1925: Smouldering Fires
- 1925: The Goose Woman
- 1925: The Eagle
- 1926: Kiki
- 1926: Flesh and the Devil
- 1928: The Trail of '98
- 1928: A Woman of Affairs
- 1929: Wonder of Women
- 1929: Navy Blues
- 1930: Anna Christie
- 1930: Romance
- 1931: Inspiration
- 1931: A Free Soul
- 1931: Possessed
- 1932: Emma
- 1932: Letty Lynton
- 1932: The Son-Daughter
- 1933: Looking Forward
- 1933: Night Flight
- 1934: Sadie McKee
- 1934: Chained
- 1935: Anna Karenina
- 1935: Ah, Wilderness!
- 1936: Wife vs. Secretary
- 1936: The Gorgeous Hussy
- 1937: Conquest
- 1938: Of Human Hearts
- 1939: Idiot's Delight
- 1939: The Rains Came
- 1940: Edison, the Man
- 1941: Come Live with Me
- 1941: They Met in Bombay
- 1943: The Human Comedy
- 1944: The White Cliffs of Dover
- 1944: National Velvet
- 1946: The Yearling
- 1947: Song of Love
- 1949: Intruder in the Dust
- 1950: To Please a Lady
- 1951: Angels in the Outfield
- 1951: It's a Big Country
- 1952: When in Rome
- 1952: Plymouth Adventure